# 紀斉名
紀 斉名（き の ただな）は、平安時代中期の貴族・文人。氏姓は田口朝臣のち紀朝臣。官位は従五位上・式部少輔。

## 経歴
橘正通に師事して紀伝道を学び、永延年間（987年～989年）に尾張掾在職中に対策に及第する。
長徳年間（995年～999年）大内記を務めるが、この間長徳2年（996年）に発生した長徳の変における藤原伊周らの配流宣命や、宋国返牒などを書いている。長徳3年（997年）対策の判者を務めた際に、一旦及第が決定していた大江時棟の漢詩に対して瑕疵ありとして落第させる。これにより、時棟の養父であった大江匡衡と省試論争を起こした。同年より文徳朝から冷泉朝までの9朝の漢詩を『扶桑集』として編纂するが、これは斉名の生前には完成せず、斉名が没した翌年の長保2年（1001年）に斉名の妻から左大臣・藤原道長に献上されている。
長保元年（1000年）12月15日卒去。享年43。最終官位は従五位上行式部少輔兼大内記越中権守。

## 人物
一条朝の名文家で、漢詩を得意とした。一方で、その文体について古典を尊重しすぎて新意が全くないとの評価もある。
家集『斉名集』があったとされ、平安時代後期の藤原通憲（信西）の蔵書目録に掲載されているが散逸し現存しない。斉名の作品は『本朝文粋』に賦・詩序・対策の答案が、『和漢朗詠集』『類聚句題抄』『江談抄』『新撰朗詠集』などに漢詩が採録されている。

## 官歴
- 永延年間（987年～989年）[7]：対策。見正六位上尾張掾[8]
- 長徳2年（996年） 正月10日：見大内記[9]
- 長徳3年（997年） 8月15日：見大内記兼越中権守従五位下[3]
- 時期不詳：従五位上。式部少輔
- 長保元年（1000年） 12月15日：卒去（従五位上行式部少輔兼大内記越中権守[5]